# Eleição para governador de Montana em 2008
A eleição para governador do estado americano de Montana em 2008 foi realizada em 4 de novembro de 2008 para eleger o governador e o vice-governador do estado de Montana. O atual governador Brian Schweitzer, democrata, que foi eleito para seu primeiro mandato de quatro anos, em 2004, foi reeleito para um segundo mandato com 65,5% dos votos. John Bohlinger, um republicano e vice-governador em exercício, foi novamente candidato a vice de Schweitzer, e foi reeleito para um segundo mandato. O candidato republicano era Roy Brown, um membro do Senado de Montana. companheiro de chapa de Brown foi o empresário Steve Daines.